# Melanella peninsularis
Melanella peninsularis är en snäckart som beskrevs av Bartsch 1917. Melanella peninsularis ingår i släktet Melanella och familjen Eulimidae. Inga underarter finns listade i Catalogue of Life.